# Fon

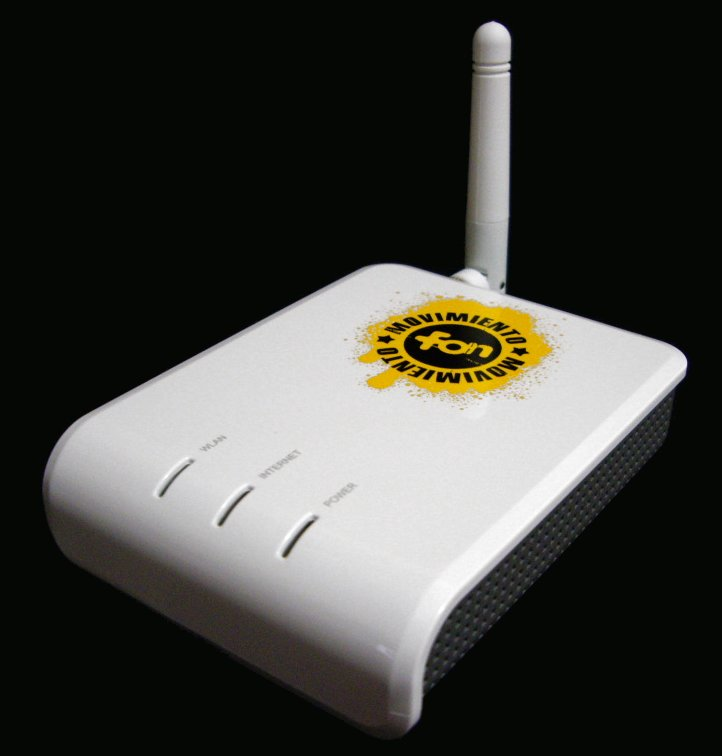
A La Fonera, a Fon routere. (FON2100)

A Fon (Fon Wireless Ltd.) cég, mely olyan rendszert üzemeltet, melynek segítségével számítógép-felhasználók széles sávú internet-kapcsolatukat megoszthatják másokkal, WiFi segítségével, ezért cserébe máshol mások kapcsolatát használhatják. A kapcsolat megosztása lehet ingyenes (Linus), illetve fizetős (Bill), ekkor a felhasználó pénzt kap kapcsolata megosztásáért és fizet másoknak a használatért.
Nem tagoknak (Alien) is adnak napi 15 perc hozzáférést, egy reklámfilm megnézése után, ezt követően fizetni kell a kapcsolatért (a tranzakciókat PayPal-on keresztül intézik).
A céget Martin Varsavsky alapította 2005 novemberében, befektetői között van a Google és a Skype is. Magyarországon 2007 végén mintegy 500-1000 tagja (Fonero) volt.
A kapcsolat megosztása egy speciális, OpenWRT firmware-rel működő WiFi-routerrel, a Fonerával történik, melyet a cég ingyen vagy alacsony áron biztosít. Ennek két jele van, egy titkosított, magánhasználatra, és egy publikus. Mindössze egy Ethernet-csatlakozó (RJ-45) van rajta, ezért a bejövő kapcsolatot először egy vezetékes routerrel meg kell osztani, vagy az otthoni hálózat összes gépének WiFi-n keresztül kell kapcsolódnia. Ezt a problémát küszöböli ki a La Fonera+, amelyen egy második csatlakozó lehetőséget teremt a kapcsolat vezetékes továbbadására.
Az összes Fonera körsugárzó botantennával van ellátva, távolabbi helyek lefedésére használják a La Fontenna irányított antennát.

## Külső hivatkozások
- Fonerók egyesüljetek! III. – A HWSW.hu fórumán